# Rádiófrekvencia
A rádiófrekvencia (RF) a rezgés mérésére szolgáló adat, mely 30 kHz és 300 GHz között változhat. Azt mondja meg, mekkora az általában rádióhullámok keltésére használt elektromos jelek frekvenciája. Inkább elektromos, és nem mechanikai rezgések jellemzésére használják. Ennek ellenére mechanikai rádiófrekvenciás rendszerek is léteznek. Ilyen a mechanikai szűrő és az RF MEMS. Más rezgésektől eltérően csak azt nevezzük rádiófrekvenciának, amelynek rendeltetése távközlés, vagy információátvitel.

## Rádiókommunikáció
Ahhoz, hogy tudjuk fogni a rádiós jeleket, egy antennára van szükségünk. Egyszerre azonban rengeteg jelet vesz az antenna. Egy tuner segítségével lehet kiválasztani, hogy melyik frekvencián vagy frekvenciatartományon érkező jeleket fogjon a készülék. Ezt általában egy kondenzátorból és tekercsből álló egyszerű rendszerrel szokták megoldani. Így a rezonátor csak egy adott tartományon belül érkező rezgéseket érzékel, A tartományon kívülről érkező rezgéseket kiszűri. A kondenzátoron vagy a tekercsen gyakran van olyan eszköz, melynek segítségével könnyedén meg lehet változtatni a venni kívánt hullámhosszt. A következő képlettel lehet meghatározni azt, hogy egy rendszer milyen hullámhosszon terjedő jeleket érzékel.
{\displaystyle f_{0}={\frac {1}{2\pi {\sqrt {LC}}}}}
Itt a {\displaystyle f_{0}} a frekvencia értékét adja meg Hertzben, az L az indukció mértéke henryben, C pedig rendszer kapacitása faradban.

## A rádiófrekvenciás elektromos jelek speciális felhasználása
A rádiófrekvenciát gerjesztő elektromos áramnak az egyenáramtól eltérő tulajdonságai vannak. Többek között könnyen ionizálja azt a légréteget, melyen keresztülhalad. Ezt a tulajdonságát a nagy frekvenciás hegesztés során használják ki. Szorosan véve azonban ezek a berendezések nem a nagyfrekvenciás rezgéstartományban dolgoznak. A rádiófrekvencia egy másik tulajdonsága, hogy nem hatol be mélyen az elektromos vezetőbe. Annak felületén viszont tud áramlani. Ezt nevezik felületi jelenségnek. Egy másik érdekes tulajdonsága az, hogy át tud áramlani a szigetelő anyagokon is. Ilyen lehet például a kondenzátor dielektromos szigetelése. A jelenség hatékonysága a jel erősségének a függvénye.

## Az orvostudományban
A rádiósfrekvencis energiát már több mint 75 éve használják. Alkalmazásának legfőbb oka az, hogy a műtéteket a lehető legkisebb vágással meg lehessen oldani. Használják még az alvadás gyorsításához és az alvás közben felmerülő légszomj kezelésében is lehet használni. Az MRI is rádiófrekvenciák felhasználásával készíti el az emberi testről a képeket.

## A rádiófrekvencia és a vezeték nélküli hálózatok
Bár maga a rádiófrekvencia nem más, mint a hullámok rezgésszáma, de napjainkban a rádióhullámokkal működő rendszereket is így nevezik. Ezzel akarják megkülönböztetni a csak csatlakozóval működő kommunikációs rendszerektől. Ilyen rádiófrekvenciás hálózat például:
- RFID
- ISO/IEC 14443-2  kis hatótávolságról alkalmazható kártyáknál használható rádiófrekvenciákról szóló szabvány[5]

## Lásd még
- elektromágneses hullám
- sávszélesség
- rádióhullám